# Черепанов, Борис Янович
Черепанов Борис Янович (1922—2002) — генерал-майор авиации (1967), кавалер 7-ми орденов Красного Знамени.

## Биография
Родился в 1922 году в ныне несуществующей деревне Нагуши находившаяся в границах современного Пижанского городского поселения Пижанского района Кировской области.
Окончив школу в 1939 году  поступил в Ленинградский горный институт,  параллельно с учебой в институте окончил школу снайперов. В 1940 году по разнарядке из военкомата был призван в РККА и направлен на учебу в Сталинградскую школу пилотов. 
С 13 по 25 ноября 1941 года на основе личного состава  школы пилотов в городе Сталинград был сформирован  628-й истребительный авиационный полк ПВО  (102-я истребительная авиационная дивизия ПВО Сталинградского района ПВО)  в котором в качестве лётчика-истребителя служит Черепанов. 
С 25 ноября 1941 года полк вел боевую работу  на самолётах И-16. 23 февраля 1942 года выведен из состава 102-й иад ПВО и убыл в город Краснодар. С 8 апреля возобновил боевую работу как отдельный истребительный авиационный полк Краснодарского района ПВО. 31 июля 1942 года передан из войск ПВО в ВВС. Действовал в составе 237-й истребительной авиадивизии 5-й воздушной армии Закавказского фронта. Полк в составе 237-й истребительной авиадивизии принимал участие в операциях:
- Армавиро-Майкопская операция — с 6 августа 1942 года по 17 августа 1942 года.
- Новороссийская операция — с 19 августа 1942 года по 31 августа 1942 года.

31 августа 1942 года вышел из состава 237-й истребительной авиадивизии и был подчинен штабу 238-й штурмовой авиадивизии 5-й воздушной армии Черноморской группы войск Закавказского фронта. 28 апреля 1943 года полк из 298-й истребительной авиадивизии ПВО передан в состав 126-й истребительной авиадивизии ПВО Грозненского района ПВО, которая оперативно подчинялась командованию Закавказского фронта. В июне 1943 года вместе со 126-й иад ПВО вошел в состав войск Закавказской зоны ПВО вновь образованного Восточного фронта ПВО. 9 июля 1943 года из 126-й истребительной авиадивизии ПВО передан в состав 10-го истребительного авиакорпуса ПВО Ростовского района ПВО Западного фронта ПВО. С 20 июля по 10 августа 1943 года  в составе группы летчиков полка на самолётах Як-1 действовал в составе сводной группы ИА ПВО в оперативном подчинении штаба 6-й гвардейской истребительной авиадивизии 8-й воздушной армии Южного фронта. С 10 августа 1943 года полк в полном составе возобновил боевую работу в составе 10-го истребительного авиакорпуса ПВО Ростовского района ПВО Западного фронта ПВО на самолётах Як-1 и «Харрикейн».  В апреле 1944 года в связи с реорганизацией войск ПВО страны в составе 10-го иак ПВО включен в 11-й корпус ПВО Южного фронта ПВО, который образован 29 марта 1944 года на базе Восточного и Западного фронтов ПВО. В июле 1944 года полк в составе 10-го иак ПВО вошел в 8-й корпус ПВО Южного фронта ПВО. 24 декабря 1944 года вместе с 10-м иак ПВО 8-го корпуса ПВО включен в состав войск Юго-Западного фронта ПВО, который создан преобразованием из Южного фронта ПВО. 
После войны продолжил службу в ВВС. В 1954 году закончил Военно-воздушную академию (сейчас им. Ю.А. Гагарина) в городе Монино. Командовал авиационными истребительными полками в г. Ростове-на-Дону и г. Спасске-Дальнем (Приморский край). 25-й дивизией ПВО (п. Угольные Копи. Чукотка) и 10-й дивизией ПВО (г. Волгоград). Закончил службу в 1978 году в звании генерал-майора авиации в городе Волгограде.

## Награды
- семь  орденов Красного Знамени
- орден Отечественной войны 1-й степени
- три ордена Красной Звезды
- медали